# コート・ノール地域
コート・ノール地域（コート・ノールちいき、仏：Côte-Nord）はカナダ・ケベック州の地方行政区の1つ。セントローレンス川及びセントローレンス湾の北岸から北緯55度線まで、西は西経70度線から、東にラブラドール地方（ニューファンドランド・ラブラドール州）と面している。アンティコスティ島（Île d'Anticosti）も含む。

## 行政区分
6つの上層自治体（MRCまたは郡にあたる）と52の下層自治体（先住民居留地、市町村）がある。

### 郡と主な市町村
- カニアピスコ郡
  - フェルモン
  - シェファーヴィル
- ラ・オート＝コート＝ノール郡
  - フォレストヴィル
  - タドゥサック
- ラ・ゴルフ＝デュ＝サン＝ローラン郡
  - ブラン＝サブロン（Blanc-Sablon）
  - クジラに向かう(Tête-à-la-Baleine)
- マニクアガン郡
  - ベ＝コモ（Baie-Comeau）
- マンガニ郡
  - アーヴル＝サン＝ピエール（Havre-Saint-Pierre）
  - アンティコスティ島（Île d'Anticosti）
  - リヴィエール＝オー＝トネール(Rivière-au-Tonnerre)
- セット＝リヴィエール郡
  - セ＝ティル（Sept-Îles）

### 先住民居留地
- ペサミッ（Pessamit）：先住民族イヌ族の居留地
- ヌタシュクアン（Nutashkuan）：先住民族イヌ族の居留地
- エクアニトシッ（Ekuanitshit）：先住民族イヌ族の居留地
- エシピッ（Essipit）：先住民族イヌ族の居留地
- マティメコシュ（Matimekosh）：先住民族イヌ族の居留地
- ウナメン・シプ（Unamen Shipu）：先住民族イヌ族の居留地
- パクア・シプ（Pakua Shipu）：先住民族イヌ族の居留地
- カワワチカマク（Kawawachikamach）：先住民族ナスカピ族の居留地